# Nathalia Spanier
Nathalia Spanier, född 1836, död 11 februari 1866 i Stockholm, var en svensk översättare. Hennes syster Bertha Straube var också verksam som översättare, och de översatte många verk tillsammans, bland annat en bearbetning av Don Quijote samt Victor Hugos Les Misérables.

## Biografi
Nathalia Spanier var dotter till Carl Martin Spanier, föreståndare för ett språk- och handelsinstitut i Stockholm. Han var ursprungligen från Spanien, och tjänade under Karl XIV Johan som marskalk och följde med honom till Sverige. Carl Martin Spanier var också ett tag lärare åt kronprins Oscar I. Modern kan ha varit en same från Kvikkjokk, även om det är osäkert. Hon hette Elise Wahlström. Spanier och Wahlström fick två döttrar och två söner. Nathalia Spaniers syster Bertha Straube var också översättare.
Familjen hade goda kontakter i Stockholms kulturliv, bland annat med Edvard Stjernström, Rudolf Wall, August Sohlman och August Blanche. Bland annat korresponderade systrarna Spanier med Carl Fredrik Bergstedt, och från 1860-talet inledde de båda aktiva karriärer som författare och översättare av dramatik, i synnerhet för Stockholms teatrar. 
De kom tillsammans att översätta ett dussintal tryckta pjäser, och mer än ett tjugotal otryckta. Dessutom översatte de ett tiotal romaner. Utöver detta skrev och översatte de var för sig. Innan Bertha Straube hade hunnit fylla 20 gavs hennes första översättning ut, av en fransk enaktare. Pjäsen sattes upp på Stjernströms Mindre teatern. 
Omkring skiftet mellan 1850-talet och 1860-talet gavs systrarnas första gemensamma tryckta översättning ut. Det var en bearbetning av Miguel Cervantes Don Quijote af la Mancha, översattt från franska. De översatte i huvudsak längre skönlitterära verk, som historiska romaner. Verken var oftast av franska eller tyska författare. Ett exempel är Victor Hugos Les Misérables, som de översatte som Det mänskliga eländet.
Nathalia Spanier dog 1866, trettio år gammal. Hon är begravd på Norra begravningsplatsen utanför Stockholm.